# Шейнин, Роман Львович
Роман Львович Шейнин (род. 1945) — советский и российский экономист, доктор экономических наук (1998).

## Биография
Родился в семье начальника следственного отдела прокуратуры СССР, писателя Л. Р. Шейнина. Окончил Московский энергетический институт. В 1998 защитил докторскую диссертацию на тему «Структурная обработка эмпирических данных для анализа организационных и организационно-технических систем». Был научным сотрудником во ВНИИСИ, работал по контрактам за рубежом, в том числе в Международном институте прикладного системного анализа. С января 1992 по май 1994 работал директором направления компании «ЛогоВАЗ», в тот же период являлся заместителем председателя Ассоциации содействия использованию информационных технологий в городском и региональном развитии. С февраля по май 1994 работал там же руководителем организационно-экономического направления. С мая 1994 по 1998 работал заместителем генерального директора АО «Автомобильная финансовая корпорация». С декабря 1994 по январь 1996 работал первым заместителем генерального директора ЗАО «Центральное отделение Автомобильной финансовой корпорации». С января 1996 работал генеральным директором ЗАО «Финансовая объединённая корпорация». С 1998 вернулся в ЗАО «Центральное отделение Автомобильной финансовой корпорации» на должность генерального директора. Стал фигурантом уголовного дела о хищении 250 миллионов долларов, в котором, по некоторым сведениям, участвовал и Б. А. Березовский. В 2004 решением суда был приговорён к лишению свободы на срок полтора года и тут же освобожден по амнистии по случаю 55 лет Победы в Великой Отечественной войне. Некоторое время состоял членом совета директоров банка «Глобэкс».